# Robert Edmond Jones
Robert Edmond Jones, detto Bobby (Milton, 12 dicembre 1887 – Milton, 26 novembre 1954), è stato un costumista, scenografo, regista teatrale, disegnatore e tecnico delle luci statunitense.
A lui si deve aver incorporato la nuova scenografia nel dramma americano. I suoi progetti hanno cercato di integrare gli elementi scenici nella narrazione invece di lasciarli separati e indifferenti dall'azione dell'opera. Il suo stile visivo, spesso definito realismo semplificato, combinava un uso vivido e audace del colore e un'illuminazione semplice, ma drammatica.

## Biografia
Nato a Milton, New Hampshire, Jones ha frequentato l'Università di Harvard e si è laureato nel 1910. Si è poi trasferito a New York (1912) dove, con gli amici che si era fatto ad Harvard, iniziò a fare piccoli lavori di design. Nel 1913 Jones e diversi amici salparono per l'Europa per studiare la nuova scenografia con Edward Gordon Craig a Firenze. La scuola di Firenze non accettò Jones, così andò invece a Berlino, trascorrendo un anno in studi informali con il Deutsches Theater di Max Reinhardt.
Per una produzione del 1915 di The Man Who Married a Dumb Wife diretto da Harley Granville-Barker, Jones progettò un set abbastanza semplice che integrava l'azione e gli altri elementi di design della produzione piuttosto che sovraccaricarla.
I suoi progetti innovativi per l'American Opera Company di Vladimir Rosing nel 1927 e nel 1928 furono elogiati dalla critica.
Jones portò il suo stile espressionista anche in molte produzioni organizzate dalla Theatre Guild, con design innovativi per The Philadelphia Story (1937), Othello (1943) e The Iceman Cometh (1946). Il più grande successo commerciale di Jones è stato con The Green Pastures (1930), che, se includiamo il suo revival nel 1951, è stato rappresentato per un totale di 1.642 spettacoli. Questo revival è stata l'ultima produzione di Jones. Altri crediti a Broadway includono Holiday (1928), Il lutto si addice ad Elettra (1931), Ah, Wilderness! (1933), Juno and the Paycock (1940) e Liuto Song (1946). Jones è stato anche lo scenografo di alcuni dei primi film in Technicolor a tre colori, come La Cucaracha (1934) e Becky Sharp (1935), per i quali ha anche disegnato i costumi.
Uno dei primi membri dei Provincetown Players, Jones ha lavorato a stretto contatto con il suo amico Eugene O'Neill in molte delle sue produzioni tra cui Anna Christie, The Great God Brown e Desire Under the Elms.
Jones ha pubblicato molti articoli sulla progettazione teatrale nel corso della sua carriera. I suoi libri includono Drawings for the Theatre (1925) e The Dramatic Imagination (1941). Ha anche illustrato Continental Stagecraft (1922) di Kenneth Macgowan.
Il suo libro The Dramatic Imagination è considerato l'opera definitiva sulla scenografia moderna nella prima metà del XX secolo.
Morì nella casa in cui nacque il Giorno del ringraziamento, 1954.